# マイケル・ヨン
マイケル・ヨン（Michael Yon、1964年 - ）は、アメリカのジャーナリスト、写真家、作家。元グリーンベレー隊員、アメリカ軍情報将校。

## 概略
アメリカ合衆国、フロリダ州ウィンターヘイブン生まれ。1980年代初頭から1990年代初頭まで、グリーンベレーで活動。1990年後半から、フリーランスとして活動を開始。2004年にはイラク戦争に従軍記者（エムベッデッド）として参加。自身のブログに掲載されたイラク戦争のレポートは勇敢で真実を伝えるものとして読者から高い評価を得る。またヨンは一貫して米軍の行動を支持をしているが、イラク発のニュースの伝え方に関しては軍広報官をしばしば批判している。
2005年5月、米軍将校が重傷を負ったイラク人の少女を抱きかかえる写真を撮影し、大きな話題となった。2008年に刊行した著書「Moment of Truth in Iraq（イラクの真実の時）」は全米ベストセラーを記録。同年8月には活動拠点をアフガニスタンに移し、大手メディア向け報道にあたった。現在は軍事ライター、ジャーナリスト、写真家、ブロガーとして活動している。タイ・バンコク在住。
2022年3月24日、駐日ロシア大使館が公式ツイッターアカウントで、ヨンが2005年に撮影した上記の写真をウクライナによるジェノサイドであるとする捏造ツイートを行ったが、これに対しヨン本人が自身のツイッターアカウントで説明と反論を行った。

## 著書
- Michael Yon (2000-05-01). Danger Close. Apple Pie Pub Llc. ISBN 978-0967512310
- Michael Yon (2008-02-28). Moment of Truth in Iraq. Richard Vigilante Books. ISBN 978-0980076325